# Okręg wyborczy Manchester Central
Okręg wyborczy Manchester Central powstał w 1974 r. i wysyła do brytyjskiej Izby Gmin jednego deputowanego. Okręg położony jest w centrum Manchesteru.

## Deputowani do brytyjskiej Izby Gmin z okręgu Manchester Exchange
- 1974–1979: Harold Lever, Partia Pracy
- 1979–1997: Bob Litherland, Partia Pracy
- 1997–2012: Tony Lloyd, Partia Pracy
- 2012– : Lucy Powell, Partia Pracy Co-op